# Dracaena braunii
Dracaena braunii es una especie de arbusto perteneciente a la familia de las asparagáceas. Comúnmente llamada "bambú de la suerte", no debe ser confundida con los verdaderos bambúes, ya que estos están emparentados filogenéticamente con los pastos; en cambio el género Dracaena, guarda mayor relación con la familia de los agaves e incluso con la familia de las cebollas.

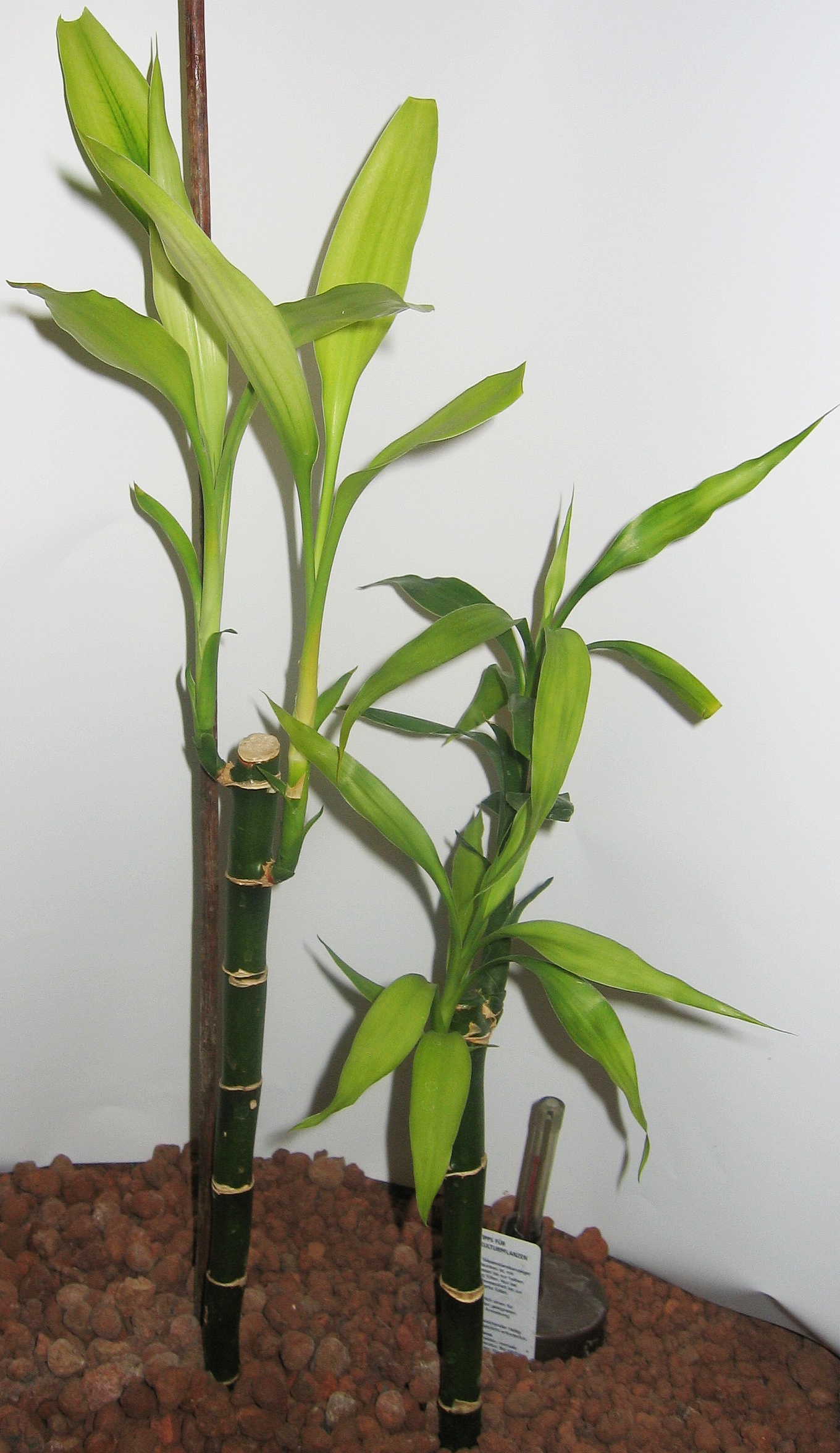
Vista de la planta

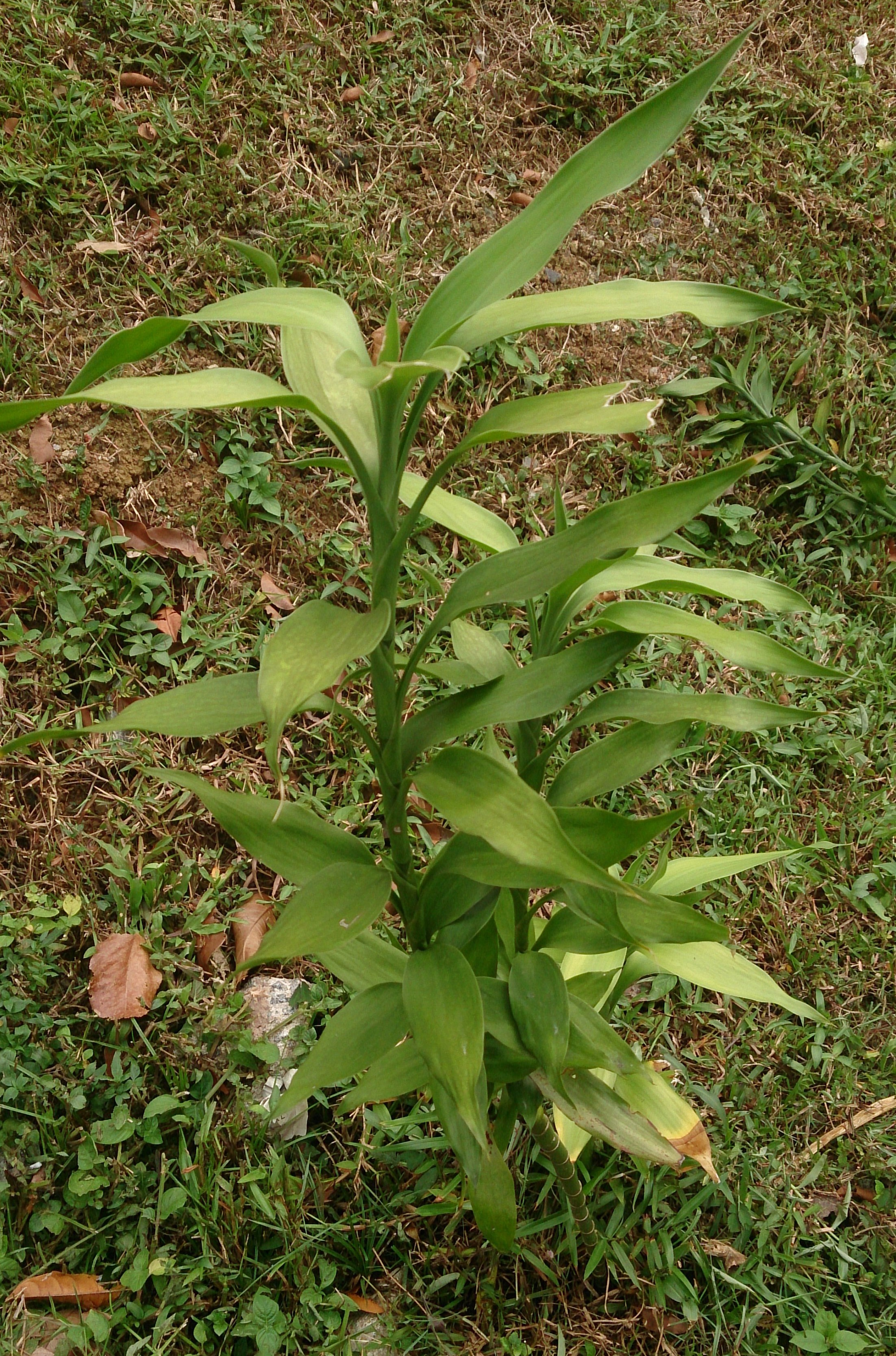
En su hábitat

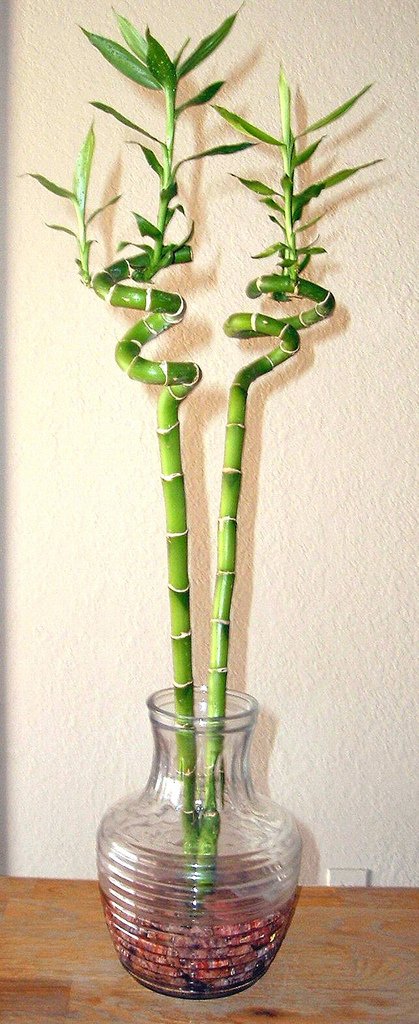
En cultivo en agua

## Descripción
Es un grupo de pequeños arbustos  con tallos delgados y flexibles (similar a una caña) con hojas  en forma de cinta que crecen como plantas de sotobosque en las selvas tropicales.  Es un arbusto de crecimiento vertical que alcanza los 1,5 m de altura, con hojas de 15 - 25 cm de largo y 1.5-4 cm de ancho en la base. 
Como planta ornamental, se comercializa como una planta decorativa china, con el nombre comercial de "bambú" de la suerte (aunque realmente no estén relacionados con el bambú y no sean nativas de Asia); ello debido a que su venta se realiza generalmente a partir de esquejes cortos que están  parcialmente sumergidos, presentando hojas solo en la parte superior del tallo, lo que le da su forma característica similar a un bambú.

## Distribución geográfica
Es una especie de Dracaena, nativa de Camerún en las zonas tropicales del África occidental. 

## Cultivo y usos
Dracaena braunii y especies afines son populares plantas de hogar, con numerosos cultivares vendidos. Puede sobrevivir en muchos ambientes cerrados, pero la iluminación indirecta es  mejor, ya que la luz directa del sol puede causar que las hojas se vuelven amarillas y se quemen.
A pesar de que crece mejor en el suelo, a menudo se vende con las raíces en el agua (hidroponía); en este último caso, se debe sellar la zona del corte del tallo (principalmente la de la zona sumergida) para evitar que adquiera enfermedades que ingresen por el corte realizado. 
Si la planta se encuentra sumergida, para su cuidado, el agua debe ser idealmente cambiada por completo cada dos semanas. El agua idealmente debe ser agua embotellada, agua del grifo suave con muy poco flúor, o incluso el agua de un filtro de acuario. Aunque ello dependerá realmente del tipo de agua que se disponga.
Esta especie se desarrolla mejor a plena luz, con la iluminación indirecta y temperaturas superiores a 15 °C hasta 25 °C.
A menudo en grandes cadenas de tiendas de animales (principalmente en tiendas de acuario) se venden en macetas enraizadas en roca sumergida, indicando que es una planta acuática; pero, si bien pueden vivir durante meses es este hábitat, con el tiempo se pudrirá a menos que a los brotes se les permita crecer por encima de la superficie del agua.
Los bordes de las hojas de color amarillo o marrón  pueden ser causadas por el exceso de luz directa, exceso de raíces, o agua fluorada o clorada, el último de los cuales pueden ser evitado, poniendo el agua del grifo expuesto al aire durante un día antes del uso de la planta. El agua salada puede también causar esta anomalía.
Respecto a las formas del tallo, las formas retorcidas pueden ser producidas por la planta por la rotación con respecto a la gravedad y las fuentes de luz dirigidas; o mediante el uso de alambres u otros implementos que la dirijan en la dirección y rotación deseadas. Esto es difícil de alcanzar para la mayoría de los usuarios particulares, pero no imposible con tiempo libre y mucha paciencia.

## Taxonomía
Dracaena braunii fue descrita por Adolf Engler y publicado en Botanische Jahrbücher für Systematik, Pflanzengeschichte und Pflanzengeographie 15(35): 479, taf. XX (20). 1893[1892].
Etimología
Ver: Dracaena
braunii: epíteto  otorgado en honor del botánico Carl Friedrich Wilhelm Braun.
Sinonimia
- Dracaena sanderiana Sander
- Pleomele braunii (Engl.) N.E.Br.
- Pleomele sanderiana (Sander) N.E.Br.[2]